# Ruben Ecleo Jr.
Ruben Buray Ecleo Jr. (16 de abril de 1960 - 13 de maio de 2021) foi um ex-político e figura religiosa filipina que foi líder da Associação de Missionários Beneficentes das Filipinas e foi condenado e preso por uxoricídio, suborno e corrupção até sua morte em 2021.

## Histórico
Ruben Ecleo Jr. nasceu na influente família política Ecleo nas Ilhas de Dinagat. Seu pai, Rubens Sr., foi ex-prefeito de San José, enquanto sua mãe, Glenda, foi ex-membro da Câmara dos Representantes.

## Associação de Missionários Beneficentes das Filipinas
Ecleo Jr. herdou, em 1987, a liderança da Associação de Missionários Beneficentes das Filipinas (em inglês:  Philippine Benevolent Missionaries Association; PBMA), uma organização administrada por seu pai, Ruben Sr. Ele era o Presidente Supremo da PBMA e ocasionalmente chamado de "Mestre Supremo" do grupo. A organização tem sede em San José, nas Ilhas de Dinagat.
A PBMA tem sido caracterizada como uma seita. O Ecleo mais velho afirmava ter poderes sobrenaturais, enquanto o mais novo era supostamente considerado uma reencarnação de Jesus Cristo.

## Carreira política
Ecleo foi prefeito de San José de 1991 a 1994, quando a cidade ainda fazia parte de Surigao del Norte.
Ecleo foi eleito membro da Câmara dos Representantes pelo único distrito das Ilhas de Dinagat nas eleições de 2010. Ele foi removido de seu cargo em 31 de maio de 2012 devido à sua condenação por corrupção e suborno.

## Crimes
Ruben Ecleo Jr. era casado com Alona Bacolod. Ele estrangulou a esposa até a morte em sua residência na cidade de Cebu, em 5 de janeiro de 2002. Na época da morte dela, Bacolod tinha cerca de 20 anos e era estudante do quarto ano de medicina. O corpo de Bacolod foi encontrado três dias depois em uma ravina em Dalaguete. O crime de Ecleo foi ligado à sua dependência de metanfetamina por um depoimento judicial de um dos sete irmãos de Bacolod.
Em 18 de junho de 2002, o irmão de Alona, Ben, uma testemunha importante no caso Ecleo, juntamente com seus pais e sua irmã Evelyn, foram mortos em sua casa em Mandaue.
Um mandado de prisão foi expedido. A polícia e os militares foram à sede da PBMA em San José, Ilhas Dinagat, para cumprir o mandado.
Ecleo foi detido, mas liberado sob fiança em março de 2004 para buscar tratamento para seu problema cardíaco.
Em outubro de 2006, o Sandiganbayan condenou Ecleo a trinta anos de prisão por assinar um contrato governamental em 1993, no qual o governo perdeu cerca de ₱ 2,4 milhões. Ele foi considerado culpado de três acusações de violação da Lei da República 3019. Seus co-réus, Anadelia Nalauan-Navarra e Ricardo Santillan, foram condenados por violar duas vezes as leis anticorrupção e sentenciados a penas de seis a dez anos por cada acusação. O caso envolvia o financiamento da construção do mercado e do prédio municipal e a reforma de um prédio de propriedade da PBMA durante o mandato de Ecleo como prefeito de San José.
Ecleo parou de comparecer às audiências em 2011, quando sua fiança foi cancelada, mas continuou a ser julgado à revelia. Ele foi condenado em 13 de abril de 2012 por uxoricídio.
Ecleo foi preso em San Fernando, Pampanga, em 30 de julho de 2020, após permanecer foragido por quase uma década. Posteriormente, a polícia afirmou que ele havia fugido das Ilhas Dinagat e se mudado para a região metropolitana de Manila em 2014, antes de finalmente se esconder em um condomínio em Angeles sob o nome de "Manuel Riberal". Ele também havia acolhido outra esposa, que tinha 30 anos na época de sua prisão e tinha uma filha de um ano com ela.

## Doença e morte
Ecleo contraiu COVID-19 e foi levado ao Hospital Geral Dr. J. Sabili em Taguig em 25 de abril de 2021. Ele morreu no Hospital Prisional New Bilibid em Muntinlupa devido a uma parada cardíaca em 13 de maio, tendo também sofrido de icterícia e doença renal.